# Вулетић
Вулетић је јужнословенско презиме. Познати људи са овим презименом укључују:
- Божо Вулетић (1958), југословенски ватерполиста
- Вид Вулетић Вукасовић (1853–1933), дубровачки књижевник и етнограф
- Зоран Вулетић (политичар) (1970), српски политичар
- Зоран Вулетић (музичар) (1960), хрватски клавијатуриста, бенд Хаустор
- Срђан Вулетић (1971), босански филмски режисер